# تمثيل سياسي
في وجهة النظر السائدة، فإن مصطلح التمثيل السياسي يفترض أن يشير فقط إلى الأنشطة السياسية التي تم الاضطلاع بها، في ديمقراطيات تمثيلية، من قبل المواطنين المنتخبين في المناصب السياسية نيابة عن ذويهم من المواطنين الذين لا يشغلون مناصب سياسية. ومع ذلك، فإن عدم وجود توافق في الآراء السياسية حول التمثيل السياسي يتناقض مع وجهة النظر هذه. يختلف واضعي نظريات التمثيل ليس فقط في تعريفهم للتمثيل، ولكن أيضًا، من بين أمور أخرى، ما هي واجبات الممثل، ومن يمكن أن يُطلق عليه اسم الممثل، وكيف يمكن أن يصبح الشخص ممثلاً. هانا بيتكين في عملها الأساسي على التمثيل السياسي (مفهوم التمثيل)، عرفت التمثيل السياسي المحدد بأنه «طريقة لجعل [الممثل] حاضر مرة أخرى» وحددت أربعة آراء للتمثيل السياسي، التي منذ نشر كتابها، شكلت مناقشات معاصرة حول التمثيل السياسي. كما حددت جين مانسبريدج مؤخراً أربعة آراء أخرى للتمثيل السياسي الديمقراطي على وجه التحديد، بالرغم من أنهما مفهومان منفصلان، لكنهم يشاركان في بعض أوجه التشابه مع بيتكين. من ناحية أخرى، انتقد أندرو ريفيلد، فشل المنظرين، مثل بيتكين ومانسبريدج، في التعبير عن وجهة نظر وصفية بحتة للتمثيل السياسي، واقترح نظرية عامة للتمثيل تعترف بأن التمثيل السياسي يمكن أن يكون في كثير من الأحيان غير ديمقراطي.